# Augeigas-Damm
Der Augeigas-Damm ist eine Talsperre mit Stausee in Namibia.
Der Damm liegt im Daan-Viljoen-Wildpark, etwa 24 Kilometer westlich der namibischen Hauptstadt Windhoek. Er wird vom namibischen Umweltministerium unterhalten und wurde 1933 eröffnet. Er wird vom Augeigas (khoekhoegowab ǃAo-ǁaixasKlicklaut) gespeist.
Der Stausee erreicht eine maximale Länge von etwa 675 Meter und eine Breite von bis zu 100 Meter. Am Nordrand dieses befindet sich eine touristische Unterkunft. Das Einzugsgebiet hat eine Größe von etwa 43 km².